# Periscepsia cinerosa
Periscepsia cinerosa là một loài ruồi trong họ Tachinidae.